# Victor Janérs
Victor Janérs, född 6 april 1993, är en svensk bandyspelare, som spelar i Örebro SK Bandy. Victor blev Svensk mästare med Sandvikens AIK säsongen 2013/14.

## Karriär
- Svensk mästare 2014